# Collin Peterson
Pour les articles homonymes, voir Peterson.
Collin Peterson, né le 29 juin 1944 à Fargo (Dakota du Nord), est un homme politique américain. Membre du Parti démocrate, il est élu du Minnesota à la Chambre des représentants des États-Unis de 1991 à 2021.

## Biographie

### Jeunesse et débuts en politique
Collin Peterson est né à Fargo, dans le Dakota du Nord. Il étudie à l'université d'État du Minnesota à Moorhead, qui se situe en face de Fargo dans le Minnesota. De 1963 à 1969, il fait partie de l'Army National Guard. Il devient ensuite comptable public.
Il est élu au Sénat du Minnesota de 1977 à 1986.
Il tente à plusieurs reprises de se faire élire à la Chambre des représentants des États-Unis dans le 7e district du Minnesota, qui comprend le nord-ouest de l'État. En 1984, il est largement battu par le républicain sortant Arlan Stangeland (en) (43 % contre 57 %). Deux ans plus tard, Peterson s'incline de justesse, perdant l'élection de seulement 121 voix. Il est à nouveau candidat en 1988, mais il perd les primaires démocrates.

### Représentant des États-Unis
En 1990, il est élu représentant avec 53,5 % des voix face à Stangeland. Ce dernier était impliqué dans un scandale en raison de centaines d'appels passés à une femme lobbyiste. En 1992 et 1994, Peterson est réélu de justesse face à Bernie Omann (50,4 % en 1992 et 51,2 % en 1994). De 1996 à 2008, Peterson est largement réélu avec des scores compris entre 65 et 73 % des suffrages exprimés. Lors de la vague républicaine de 2010, il est réélu avec 55,2 % des voix.
Le 7e district est redécoupé en 2012, il occupe désormais tout l'ouest du Minnesota de la frontière canadienne à l'Iowa et tend légèrement vers les républicains. Peterson est réélu avec 60,4 % des voix en 2012 quand Mitt Romney remporte le district avec 53 % des voix. Lors des élections de 2014, il est l'une des principales cibles des républicains au niveau national, qui dépensent plusieurs millions de dollars pour le battre,. Il remporte cependant l'élection avec 54,2 % des suffrages. Ces attaques républicaines le motivent à se représenter en 2016, d'autant plus qu'il est considéré comme le seul démocrate à pouvoir conserver le district. Il est réélu face au républicain Dave Hughes avec 5,1 points d'avance en 2016 et 4,3 points en 2018. Il est alors le démocrate représentant la circonscription la plus favorable à Donald Trump du pays ; le district a en effet donné 31 points d'avance à Trump en 2016.

## Positions politiques et travail législatif
Collin Peterson est l'un des cofondateurs de la Blue Dog Coalition. Il est considéré comme l'un des démocrates les plus conservateurs de la Chambre des représentants,. Il est ainsi opposé à l'avortement, à la recherche sur les cellules souches embryonnaires, au mariage entre personnes du même sexe, au contrôle des armes à feu et soutient la peine de mort. Il vote contre le Patient Protection and Affordable Care Act (ou Obamacare).
Élu d'un district rural, premier producteur de betterave sucrière du pays, il est réputé pour défendre les intérêts du monde agricole. Il est notamment président de la commission de l'agriculture de la Chambre des représentants de à 2007 à 2011 et à partir de 2019, lorsque les démocrates dominent la Chambre. Il joue également un rôle central dans l'écriture et l'adoption de la loi agricole (Farm Bill) en 2014.
Malgré ses positions conservatrices, il annonce soutenir Bernie Sanders à la convention démocrate de 2016 puisque celui-ci a remporté son district avec 63 % des voix lors des primaires démocrates.
Lors du vote de destitution de Donald Trump, le 18 décembre 2019, il est l'un des deux représentants démocrates à pas voter contre la mise en accusation.